# II wojna karlistowska
II wojna karlistowska – wojna o tron Hiszpanii stoczona w latach 1846–1849, toczona pomiędzy siłami rządowymi i karlistami – zwolennikami Karola hrabiego de Montemolín (Karola VI jako pretendenta do tronu Hiszpanii).
Obszarem drugiego powstania karlistów była wyłącznie Katalonia; nadano mu miano „wojny wstających rano” (tzn. idących codziennie na mszę poranną). Rozpoczął je w lutym 1847 r. ksiądz Benito Tristany, który jednak wkrótce schwytany przez generała Manuela Pavíę, został rozstrzelany. Dowództwo powstania objął wówczas Ramón Cabrera, który przybył do Katalonii i walczył przez niemal 3 lata, a w 1849 r. wezwał również pretendenta Karola do przybycia na opanowany przez siebie teren. Władze francuskie internowały jednak księcia, a Cabrera pobity pod Pasteral w styczniu 1849 r., ranny został zmuszony do emigracji. W 1850 r. sondował jeszcze możliwość interwencji ze strony Burbonów neapolitańskich, a następnie wyjechał do Anglii, zachowując przywództwo wśród karlistów. Pod wpływem żony-protestantki z burżuazyjnej rodziny zobojętniał jednak na sprawę legitymistyczną. W 1870 r. odmówił poparcia planom wojennym księcia Karola, a kiedy karliści zaczęli przegrywać, publicznie uznał syna Izabeli II, Alfonsa XII, za prawowitego władcę Hiszpanii.
Lokalne powstania karlistów wybuchały następnie także w Nawarze, Starej Kastylii i Katalonii na przełomie lat 1855/1856, kiedy okazało się, że sfery rządowe odrzuciły kolejną szansę zakończenia sporu dynastycznego, jaką był zawarty 10 lutego 1855 r. układ. Katalońskich legitymistów: Josepa Estartúsa, Josepa Borgesa, Marca Gónfausa i czterech bratanków ks. Tristany rozbił w kwietniu 1856 r. marszałek polny Bassols.
Karol (VI) próbował raz jeszcze zbrojnie dochodzić swoich praw, lądując wraz z bratem Fernandem wiosną 1860 r. w Sant Carles de la Ràpita, powstanie zostało jednak stłumione w zarodku. Będącego stronnikiem Karola kapitana generalnego Balearów Jaime Ortegę, pochwycono i rozstrzelano, a obydwu książąt aresztowano i wydalono. Wkrótce (1861) obydwaj umarli na dżumę.